# Paolo La Rosa
Paolo La Rosa (Bologna, 25 gennaio 1947) è un ammiraglio italiano, è stato fino al 23 gennaio 2010 Capo di Stato Maggiore della Marina Militare italiana quando è stato sostituito dall'ammiraglio di squadra Bruno Branciforte.

## Carriera Militare
Dopo aver frequentato il Collegio Navale “Francesco Morosini”, è entrato in Accademia Navale di Livorno nel 1965, terminando gli studi del Corso Normale per Ufficiali di Stato Maggiore nel 1969, con il grado di Guardiamarina.
Dopo aver conseguito la laurea in “Scienze Marittime e Navali”, dal 1969 al 1974 ha assolto incarichi a bordo di unità navali quali i cacciatorpediniere Intrepido e Ardito.
Dopo aver conseguito la “Specializzazione Ordinaria Direzione del Tiro a Bordo”, a completamento del Corso Superiore di Stato Maggiore, e dopo aver frequentato la 116ª Sessione della Scuola Comando, ha comandato i dragamine Ontano e Olmo.
Successivamente, il periodo d'imbarco si è svolto, dal 1977 al 1979, a bordo del cacciatorpediniere Audace.
Dopo aver frequentato il 10º Corso Normale di Stato Maggiore dell'Istituto di Guerra Marittima di Livorno, col grado di Capitano di Corvetta ha ricoperto, in tempi successivi, l'incarico di Comandante della 1ª e 2ª Classe Allievi dell'Accademia Navale di Livorno, fino al 1981.
Dal 1981 al 1984 è stato Aiutante di Bandiera del Capo di Stato Maggiore della Marina e, da Capitano di Fregata, è stato Addetto dell'Ufficio Pianificazione Generale e Finanziaria dello Stato Maggiore della Marina, per poi comandare la Fregata Libeccio (1986-1987).
Impiegato nuovamente presso lo Stato Maggiore della Marina, dal 1987 al 1988, diventa successivamente Addetto Navale presso l'Ambasciata d'Italia a Parigi (1988-1991), col quale incarico contribuisce a dare impulso all'avvio di importanti programmi di cooperazione fra la Marina italiana e quella francese.
Nel 1989 è stato promosso Capitano di Vascello e nel 1991 ha assunto il comando dell'Incrociatore Portaeromobili Garibaldi, cui è seguito l'incarico di Assistente del Capo di Stato Maggiore della Marina Militare (1992-1996).
Contrammiraglio, dal settembre 1996 al luglio 1999, ha comandato l'Accademia Navale di Livorno e successivamente, promosso Ammiraglio di Divisione, ha assunto l'incarico di Vice Capo di Gabinetto del Ministro della Difesa.
Promosso Ammiraglio di Squadra, a febbraio 2004 è stato nominato Capo di Gabinetto assumendo, a partire dal novembre dello stesso anno, anche l'incarico di Capo Ufficio per la Politica Militare del Ministro della Difesa.
Con decreto presidenziale in data 20 gennaio 2006 è stato nominato Capo di Stato Maggiore della Marina con decorrenza 8 febbraio 2006.
Dal febbraio 2010 è membro del Consiglio di Stato.